# Sato Hiroshi
Hiroshi Sato (sinh ngày 7 tháng 3 năm 1972) là một cầu thủ bóng đá người Nhật Bản.

## Sự nghiệp câu lạc bộ
Hiroshi Sato đã từng chơi cho Yokohama Flügels, Sanfrecce Hiroshima, Nagoya Grampus Eight và Yokohama F. Marinos.